# Brahijalni indeks gležnja
Brahijalni indeks gležnja (akronim ABI — eng. ankle-brachial index) je medicinski test kojim se određuje odnos najvišeg pritiska izmerenog na gležnju u odnosu na sistolni krvni pritisak izmeren na nadlaktici. Test je našao široku primenu u dijagnostikovanju periferne olkluzivne bolesti (PAOB), jer je lako dostupan, jeftin, nije rizičan, ima osetljivosti od 95% i specifičnosti od 99% i pokazao se kao dobar za praćenje stanje krvnog suda pre i posle intervencije.

## Definicija, izračunavanje i vrednosti ABI
Brahijalni indeks gležnja (ABI) — je količnik brahialnog sistolnog pritiska i sistolnog arterijskog pritiska pedalnih arterija (ATA i ATP) koja se izračunava po obrascu:
{\displaystyle ABPI_{Leg}={\frac {P_{Leg}}{P_{Arm}}}}
gde je:
PLeg — sistolni krvni pritisak pedalnih arterija ili zadnje tibijalne arterije
PArm — najviši sistolni krvni pritisak leve i desne ruke iznad nadlaktice.

## Metoda
Za izvođeanje tesat koristi se uređaj koji meri krvni pritisak nakon naduvavanja gumene manžetne manžete, na nadlaktici i gležnju. Uređaj može imati ručno ili digitalno upravljanje sa automatskim elektronskim izračunom krvnog pritska, koji se sastoji od manometarske manžetne, sonde i CW dopler aparata.
Izvodi se tako što se nakon što bolesnik hoda 300 m. tokom 6 min. ili hoda po pokretnoj traci koja se kreće brzine 60 m/min u trajanju od 5 min, meri brahijalni indeks gležnja (ABI).
U  ovom testu, koji spada u grupu testova opterećenja — dobijena vrednost se porede prema dole navedenoj klasifikaciji:
Vrednosti ABI i njihova značenja
| Težina promena                                                      | Vrednost ABI    |
| ------------------------------------------------------------------- | --------------- |
| Nekompresibilna arterija                                            | > 1,31          |
| Periferna vaskularna bolest                                         | > 1,21          |
| Normalne vrednosti ABI                                              | > 0.91 — < 1,20 |
| Blaga periferna arterijska okluzivna bolest                         | 0,80 — 0,90     |
| Umerena periferna arterijska bolest                                 | 0,5 — 0,79      |
| Teška periferna arterijska bolest ili kritična isheimija donjeg uda | < 0,5           |

Tumačenje rezultata
- ABI indeks viši od 0,9 smatra se normalnim (osoba nema značajnu PAD).
- Vriednost ABI viša od 1,3 smatra se patološkom i upućuje na kalcifikaciju zida arterija, što ukazuje na ozbiljnu perifernu vaskularnu bolest (PVB).[9][10][11]
- Vrednosti ABI između 1,0 i 1,2 je uredan nalaz, uz indikaciju za primenu kompresivne terapije kod bolesnika sa promenama u venama kao i kod bolesnika sa vrednostima ABI 0,9-1,0.
- Vrednosti ABI između 0,5 i 0,8 ukazuju na srednje prisutne arterijske promene. U tom slučaju treba primieniti redukovanu kompresivnu terapiju i o daljnjem lečenju konsultovati vaskularnog hirurga a i radiologa.
- Vrednosti ABI 0,5 i niže ukazuju na teško oštećenje arterijske cirkulacije, kompresivna terapija nije indicikovana, a bolesnik se odmah upućuje vaskularnom hirurgu i radiologu zbog dalje obrade i lečenja.[10][12]

## Indikacije[3]
- varikoziteti donjih ekstremiteta,
- ulceracije na donjim ekstremitetima,
- periferna vaskularna bolest,
- periferna arterijska bolest,

## Kontraindikacije
Apsolutne kontraindikacije
- celulitis
- duboka venska tromboza
- bolne ulceracije na gležnju

Relativne kontraindikacije
- fibrilacija pretkomora (zbog mogućnosti da će se sistolni pritisak teško izmeriti, jer vrednosti mogu značajno varirati kod svakog otkucaja srca)
- kalcifikacija arterija (zbog mogućnosti lažno visokih rezultata očitanog testa)
- bolesnici sa dijabetesom, aterosklerozom ili stanjima praćenima edemom potkolenica (zbog mogućnosti lažno visokih rezultata testa)
- bolesnici sa reumatoidnim artitisom (zbog postojanja visokog rizika od bolesti na nivou mikrocirkulacije).[13]